# Ao Cair da Noite (romance)
Ao cair da noite ("By Nightfall") é o sexto romance do romancista americano, galardoado com o Prémio Pulitzer, Michael Cunningham. Foi publicado originalmente no Estados Unidos em 2010 e teve a primeira edição em Portugal em Novembro de 2010, pela Gradiva.

## Enredo
Peter e a sua mulher, Rebecca, editora de uma revista de arte, vivem uma vida confortável no mundo da arte de Manhattan, mas o equilíbrio da sua relação é quebrado pela chegada do irmão mais novo de Rebecca, Ethan, a quem todos chamam Mizzy, um diminutivo de "The Mistake" ("O Erro"). Mizzy, o menino querido da família, está a tentar recuperar dos seus problemas com o consumo de droga e o seu último capricho fê-lo "aterrar" em Nova Iorque onde pensa que quer dedicar-se a uma carreira no mundo da arte. Observando a vida irresponsável de Mizzy, cujas parecenças com uma Rebecca mais jovem perturbam Peter, Peter questiona as suas próprias escolhas de vida e acaba por se apaixonar por Mizzy, só para perceber dolorasamente que este apenas o está a utilizar para seu proveito próprio.